# Tobadill
Tobadill è un comune austriaco di 521 abitanti nel distretto di Landeck, in Tirolo.